# Robert Vonnoh

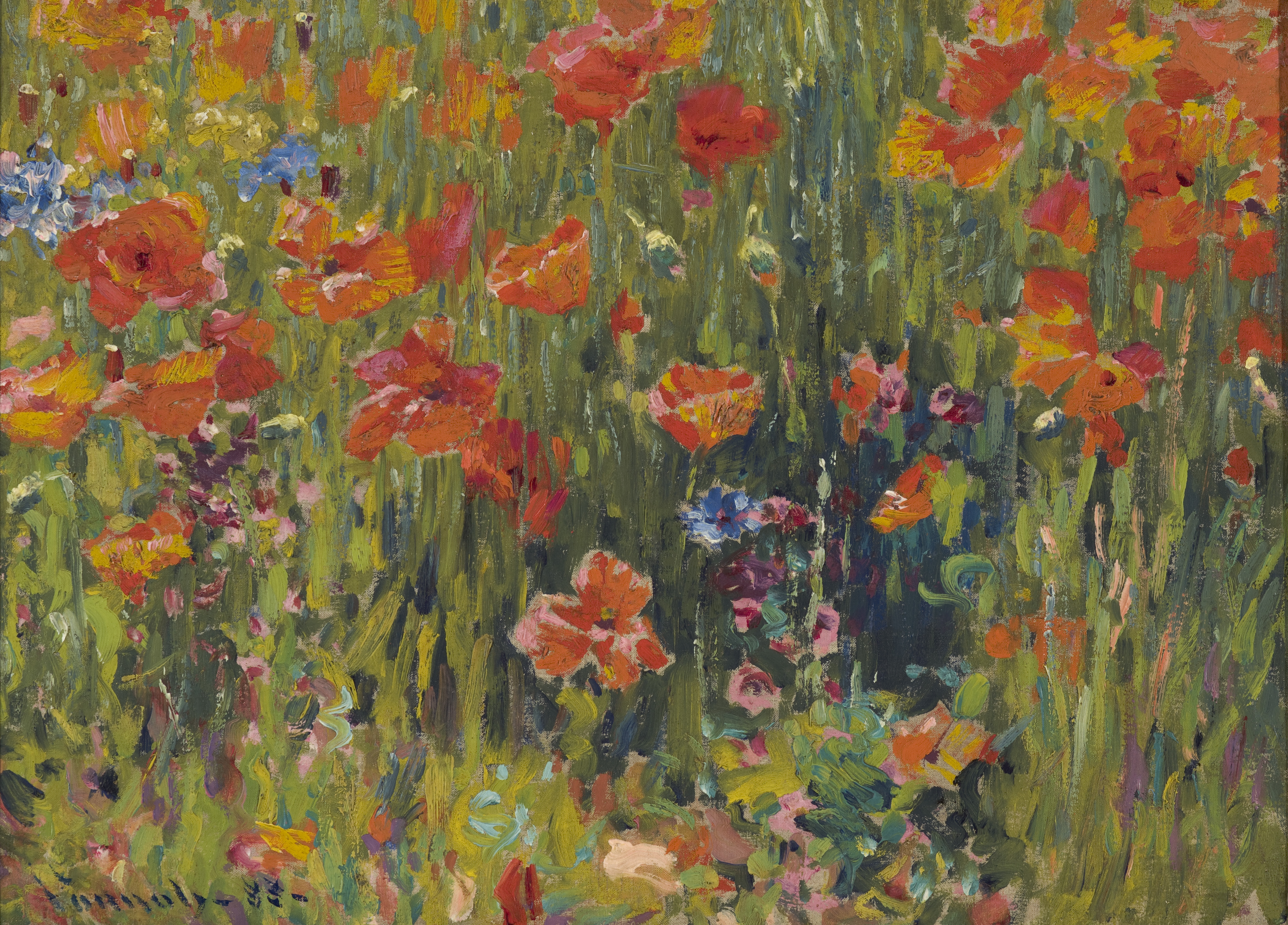
Robert Vonnoh: Poppies, 1888

Robert William Vonnoh (* 17. September 1858 in Hartford (Connecticut); † 28. Dezember 1933 in Nizza) war ein US-amerikanischer Maler und Kunsterzieher. Er erhielt seine Ausbildung in den Vereinigten Staaten und in Frankreich und reiste während seiner Karriere häufig zwischen beiden Ländern. Als gefragter Porträtmaler schuf er ein umfangreiches Werk im Stil des akademischen Realismus. In seinen ab Mitte der 1880er Jahre entstandenen Landschaftsbildern ist deutlich der Einfluss des französischen Impressionismus zu erkennen. Als anerkannter Kunstlehrer unterrichtete er an Kunstschulen in Boston und Philadelphia und brachte als einer der ersten Maler die in Europa entstehenden künstlerischen Neuerungen seiner Zeit in sein Heimatland. Er gehörte sowohl der Künstlerkolonie im französischen Grez-sur-Loing, wie im amerikanischen Old Lyme an und stand mit zahlreichen anderen Künstlern im regen Austausch. Seine zweite Ehefrau war die Bildhauerin Bessie Potter Vonnoh.

## Leben

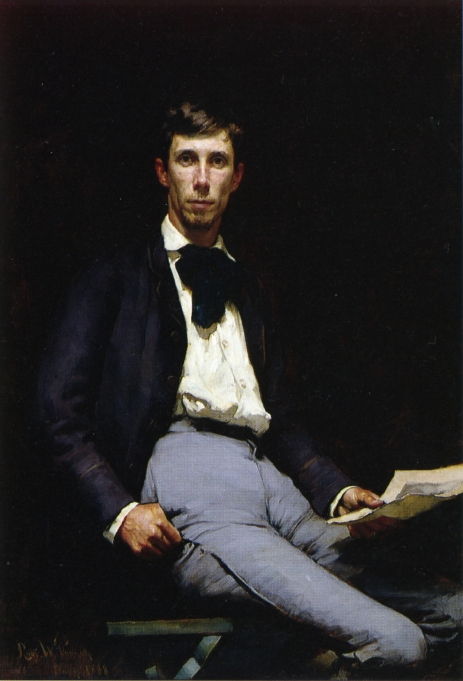
Robert Vonnoh: Companion of the Studio, 1888

### Jugend, Ausbildung und erste berufliche Tätigkeit
Robert Vonnoh kam 1858 als Sohn von Frederika und William Vonnoh, beide deutscher Herkunft, in Hartford zur Welt. Nach dem Umzug der Familie nach Boston besuchte er dort öffentliche Schulen. Als Kind zeigte er zunächst kein besonderes künstlerisches Talent. Als Vierzehnjähriger nahm er eine Arbeit in einem Geschäft für Lithografien auf und fing privat mit dem Zeichnen an. Im Alter von 17 Jahren begann er seine künstlerische Ausbildung an der Massachusetts Normal Art School, wo er bei George H. Bartlett studierte und zwei Jahre später den Maler Edmund C. Tarbell kennenlernte. Nach Abschluss der Ausbildung an der Kunstschule unterrichtete er als Kunsterzieher ab 1879 Zeichnen und Malerei in dieser Einrichtung. Wenig später folgten weitere Lehrtätigkeiten an der Roxbury Evening Drawing School und der Thayer Academy in South Braintree.

### Erster Frankreichaufenthalt

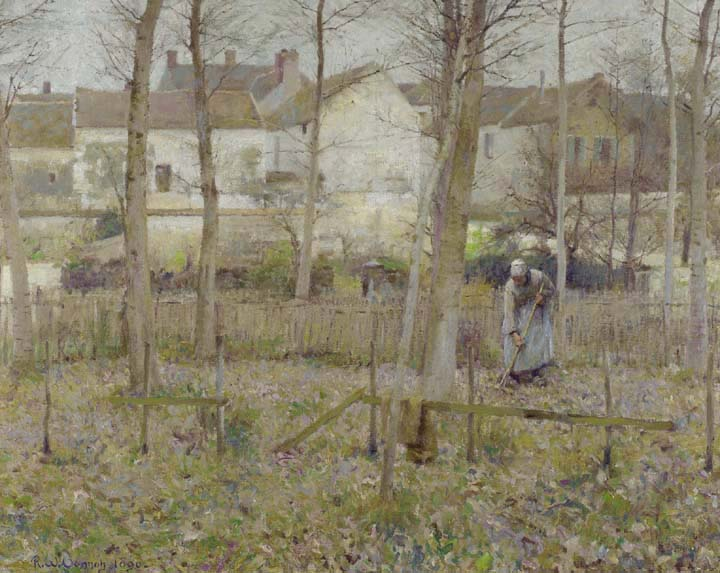
Robert Vonnoh: November, 1888

Um 1880 suchte Vonnoh neue künstlerische Anregungen und reiste 1881 erstmals nach Frankreich. In Paris nahm er Unterricht an der Académie Julian, wo er bis 1883 Kurse bei Gustave Boulanger und Jules-Joseph Lefebvre belegte. Dort arbeitete er vor dem lebenden Modell und fertigte Kohlezeichnungen an. Zudem besuchte er regelmäßig den Louvre, um die dortigen Kunstwerke zu studieren. Im Salon de Paris von 1883 stellte er das Porträt John Severinus Conway aus, ein nach akademischen Regeln gemaltes Bildnis des mit Vonnoh befreundeten Malers John Severinus Conway. Das Bildnis erhielt bei seiner Präsentation ein Jahr später in Boston positive Kritiken. In der Nachfolge entstanden bis zu seinem Lebensende etwa 500 Porträts, bei denen er sich weitestgehend an die tradierten Formen der Malerei hielt. Darüber hinaus arbeitete er während dieses ersten Frankreichaufenthaltes an Landschaftsbildern. Es ist nicht bekannt, ob Vonnoh die während seines Aufenthaltes abgehaltenen Gruppenausstellungen der Impressionisten gesehen hat, oder ob er Einzelausstellungen dieser Künstler, die Einfluss auf sein späterese Werk haben sollten, in den Galerien von Georges Petit und Paul Durand-Ruel besuchte.

### Rückkehr in die Vereinigten Staaten

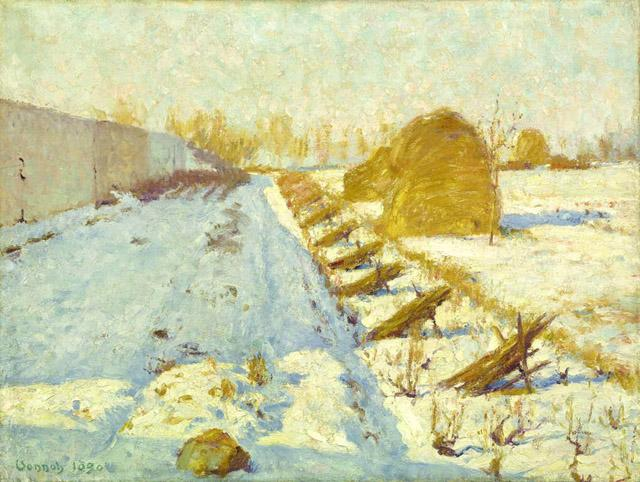
Robert Vonnoh: Winter Sun and Shadow, 1890

1883 kehrte Vonnoh zurück in die Vereinigten Staaten und unterrichtete 1884–85 an der Bostoner Cowles Art School. Er übernahm die Leitung der East Boston Evening Drawing School und leitete 1885 als Nachfolger von Frederic Crowninshield die Klassen für Porträtmalerei an der Kunstschule des Museum of Fine Arts in Boston. Vonnoh sah 1883 die Foreign Exhibition im Bostoner Mechanics Building, eine Ausstellung, in der das amerikanische Publikum erstmals in großem Umfang Kunstwerke der französischen Impressionisten sehen konnte. Ebenso besuchte er 1886 in New York die Ausstellung French Impressionism, die aus den Beständen des Kunsthändlers Paul Durand-Ruel ebenfalls Arbeiten dieser Kunstrichtung zeigte. Im selben Jahr heiratete er Grace D. Farrell und verbrachte mit ihr die Flitterwochen in Frankreich. Das Paar wählte hierfür den Ort Grez-sur-Loing in der Nähe des Waldes von Fontainebleau, ein Ort, in dem sich Vonnoh später dauerhaft niederließ.

### Zweiter Frankreichaufenthalt

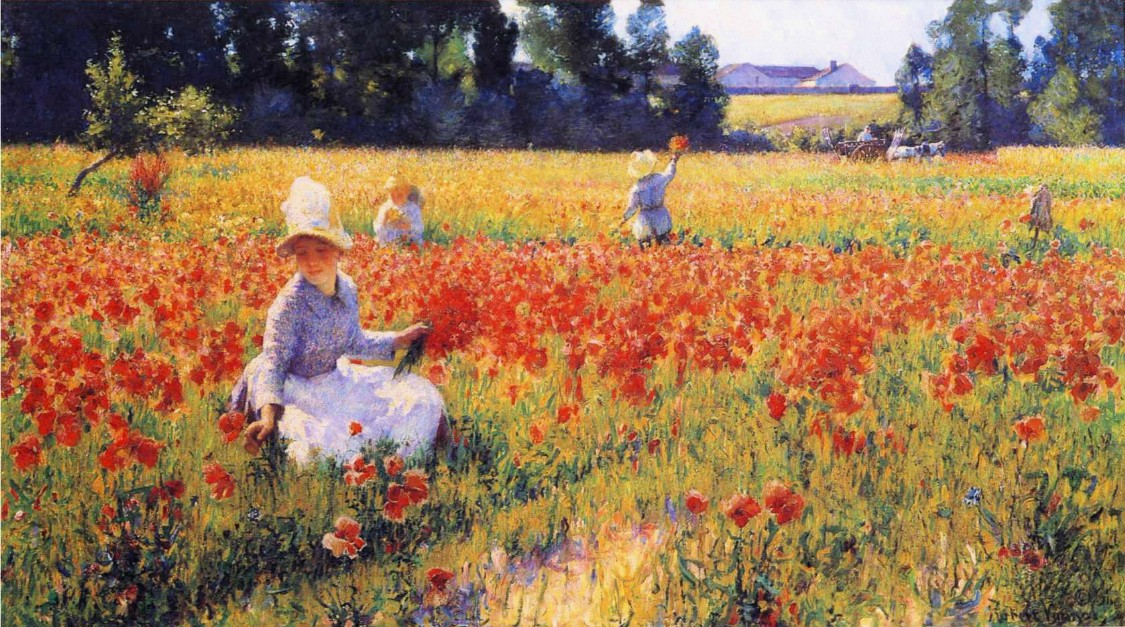
Robert Vonnoh: Coquelicots, 1890

Von 1887 bis 1891 ging Vonnoh zusammen mit seiner Frau wiederum nach Frankreich. Er nahm bis 1887 erneut Unterricht an der Académie Julian und arbeitete weiterhin an Porträts, wie Companion of the Studio, ein Bildnis seines Mitschülers John C. Pinhey. Für dieses 1888 im Stil seiner Lehrer mit dunklen Farben gemalte Werk erhielt Vonnoh bei der Pariser Weltausstellung von 1889 eine Bronzemedaille. Um 1888 begann er sich parallel in seiner Landschaftsbildern einer farbigeren Palette und der Malweise des Impressionismus zuzuwenden. Vonnoh hatte sich zu dieser Zeit mit seiner Frau dauerhaft in Grez-sur-Loing niedergelassen, wo er den irischen Maler Roderic O’Conor kennenlernte. Seinem Einfluss wird Vonnohs Hinwendung zu Impressionismus und zur Freilichtmalerei zugeschrieben, aber auch ein Kontakt mit Alfred Sisley, der im nahe gelegenen Moret-sur-Loing lebte, ist möglich. Vonnoh malte in dieser Zeit Motive wie Heuschober und Mohnwiesen, wie sie aus den Bildern von Claude Monet bekannt sind, obschon ein Besuch Vonnohs bei Monet in Giverny nicht bekannt ist. Zwei 1885 entstandene Gemälde Monets mit Mohnwiesenmotiven sah Vonnoh jedoch 1886 bei der Ausstellung impressionistischer Werke in New York. Mohnblumenmotiven malte in den 1880er Jahren ebenso der schwedische Maler Karl Nordström, der ebenfalls in Grez-sur-Loing lebte. Vonnoh experimentierte wie Monet mit den unterschiedlichen Lichtverhältnissen zu verschiedenen Tages- und Jahreszeiten. In Gemälde wie Poppies aus dem Jahr 1888 ging Vonnoh in der Wahl der ungemischten leuchtenden Farben und dem groben, breiten Pinselstrich und der mit dem Palettenmesser aufgetragenen Farbe bereits einen Schritt in Richtung des Fauvismus.  Dieser pastose Farbauftrag findet sich zu dieser Zeit ebenso bei Vincent van Gogh, mit dem O’Conor in Verbindung stand. O’Conor verließ Grez-sur-Loing 1890, um mit der Gruppe um Paul Gauguin in Künstlerkolonie von Pont-Aven zu malen. Die zeitgleiche Arbeitsweise in verschiedenen Malstilen zeigte Vonnohs Beitrag zum Salon de Paris von 1889, in dem er eine über einen Brief gebeugte Frau zeigt. Dieses Bad News betitelte Werk entspricht eher einem herkömmlichen Genrebild.

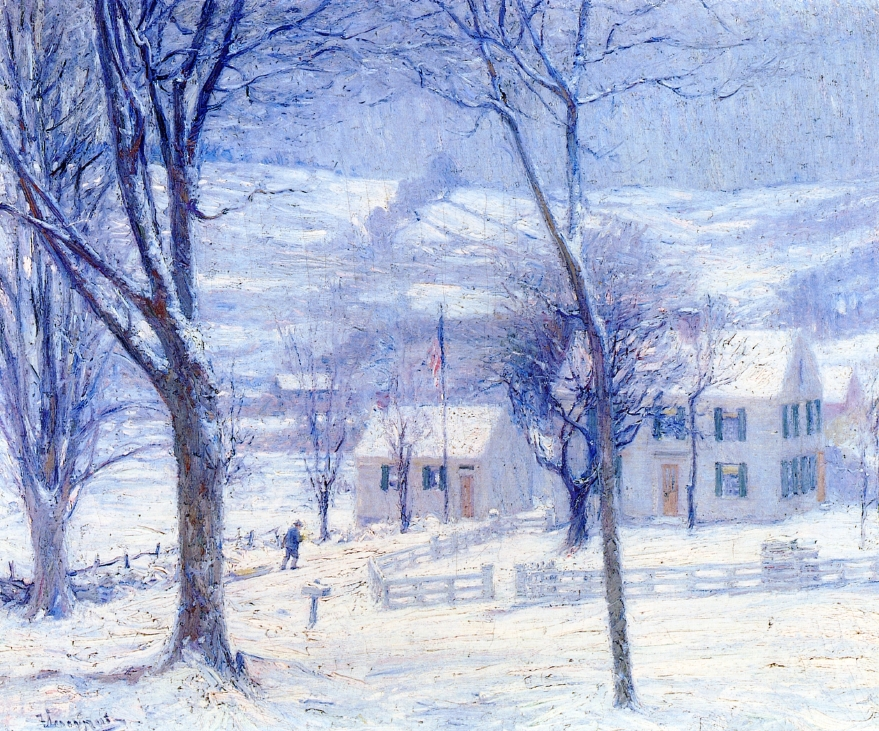
Robert Vonnoh: Late for School

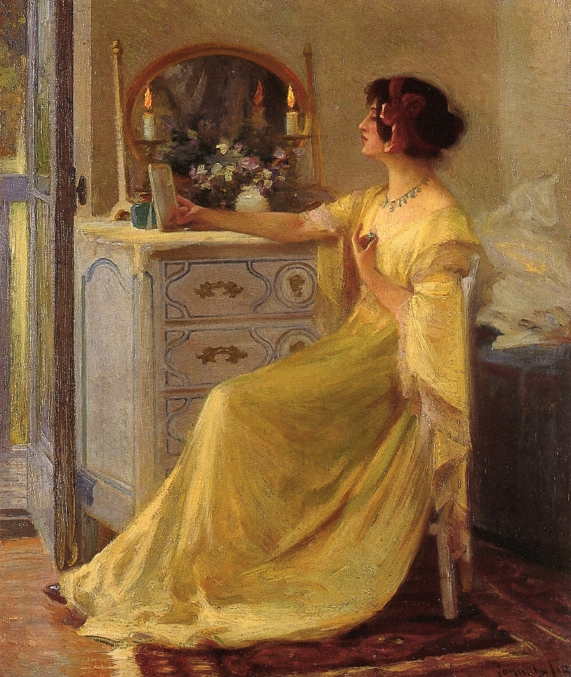
Robert Vonnoh: Bessie Potter Vonnoh at her Dressing Table, 1912

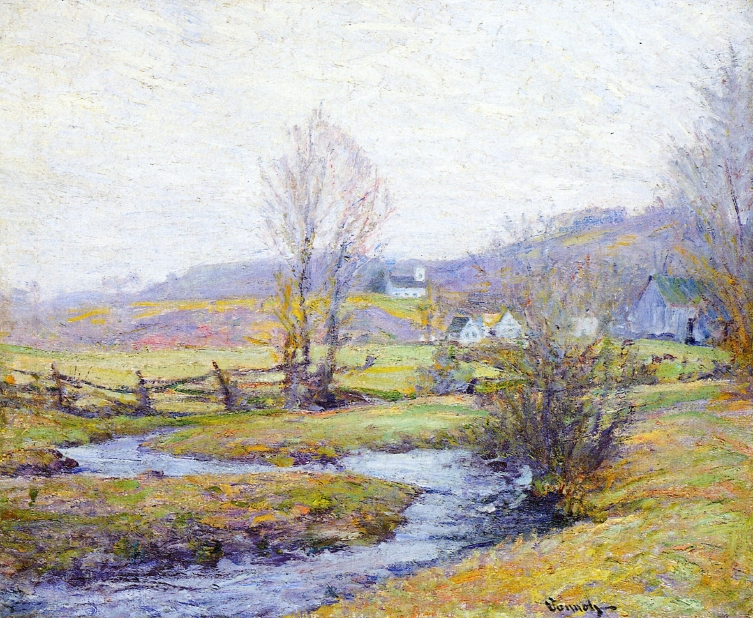
Robert Vonnoh: Early Spring, Pleasant Valley, Connecticut, um 1916

Einige seiner in Europa entstanden Arbeiten sandte Vonnoh 1889 in die Vereinigten Staaten, wo sie im Folgejahr in einer Ausstellung in der Pennsylvania Academy of the Fine Arts zu sehen waren. Sein Gemälde November, ein ländliches Motiv aus Grez-sur-Loing im Stil von Camille Pissarro, erwarb das Museum 1894. Vonnoh schuf 1890 mit Coquelicots eines seiner Hauptwerke. Er stellte dieses Gemälde 1891 im Salon de Paris aus und zeigte es anschließend 1892 auf einer Kunstausstellung in München. Das Gemälde ist heute unter dem Namen In Flanders Field-Where Soldiers Sleep and Poppies Grow bekannt, obwohl die Namensentlehnung an das Gedicht In Flanders Fields von John McCrae sowohl zeitlich wie geografisch unpassend ist. Der Ort Grez-sur-Loing liegt weder in Flandern, noch blühen die von Vonnoh gemalten Mohnblumen über die im Gedicht beschriebenen Schlachtfelder des Ersten Weltkrieges.

### Erneute Lehrtätigkeit in den Vereinigten Staaten
1891 kehrte Vonnoh in die Vereinigten Staaten zurück. Zahlreiche seiner in Frankreich entstandene Werke zeigte die Bostoner Williams and Everett Gallery in einer Einzelausstellung. An der Pennsylvania Academy of the Fine Arts in Philadelphia übernahm er im selben Jahr die Leitung der Klassen für Porträt- und Landschaftsmalerei. Während er bei der Porträtmalerei an der akademischen Malweise festhielt, brachte er zugleich seinen Schülern, zu denen Edward Willis Redfield, William Glackens, Robert Henri, John French Sloan und Maxfield Parrish gehörten, die Ästhetik des französischen Impressionismus näher.
Vonnoh wurde 1892 Mitglied der Society of American Artists. Neben seiner Tätigkeit als Kunstlehrer, die bis Mitte der 1890er Jahre andauerte, schuf er weiterhin zahlreiche Porträts und Landschaftsgemälde. Zur Weltausstellung in Chicago 1893 sandte er zwölf seiner Arbeiten, darunter die Gemälde November, Bad News und Companion of the Studio.

### Internationale Ausstellungen
Nach dem Tod seiner ersten Ehefrau im Jahr 1896 wechselte Vonnoh häufig seinen Aufenthalt zwischen Amerika und Frankreich. 1899 heiratete er die amerikanische Bildhauerin Bessie O. Potter, die er in späteren Arbeiten wiederholt porträtierte. Vonnoh stellte zwei Porträts auf der Pariser Weltausstellung im Jahr 1900 aus und erhielt erneut eine Bronzemedaille. Zudem wirkte er als Mitglied der Jury für die Auswahl der hier gezeigten amerikanischen Gemälde. Bei der Pan-American Exposition in Buffalo im Jahr 1901 zeigte er neben vier Porträts erneut das Gemälde November und erhielt abermals eine Medaille. 1904 zeigte er in der National Academy of Design ein Porträt seiner zweiten Ehefrau und schickte zwei Porträts und zwei Blumenbilder zur Louisiana Purchase Exposition in St. Louis.

### Die Künstlerkolonie Old Lyme und letzte Lebensjahre in Frankreich
1905 entdeckte Vonnoh für sich die Künstlerkolonie in Old Lyme in Connecticut, wo bereits die amerikanischen impressionistischen Maler Childe Hassam und Willard Metcalf regelmäßig malten. Vonnoh verbrachte hier wiederholt die Sommer der nächsten 25 Jahren. Die Landschaft der Umgebung bot Vonnoh zahlreiche Motive und er nahm regelmäßig an den Ausstellungen der örtlichen Lyme Art Association teil. Darüber hinaus schickte er seine Arbeiten zu verschiedenen Ausstellungen in Frankreich und den Vereinigten Staaten. 1906 wurde er Mitglied der National Academy of Design.
Von 1907 bis 1912 hielt sich Vonnoh mit seiner Frau erneut in Frankreich auf. 1911 hatte er eine Einzelausstellung in der für Ausstellungen der französischen Impressionisten bekannten Galerie Georges Petit in Paris. Seine Arbeiten fanden zu dieser Zeit gleichermaßen Anklang bei Sammlern und bei den Museen. Zusammen mit seiner Frau stellte er 1914 Kunstwerke im Carnegie Institute aus, 1915 beteiligte er sich mit den Gemälden Portrait Daniel Chester French, Bridge at Grèz, Poppies und Fantasy: Blue and Yellow an der Panama-Pacific International Exposition in San Francisco, wo er als Anerkennung eine Goldmedaille erhielt.
Nach 1925 verschlechterte sich Vonnohs Sehfähigkeit und er verringerte seine Maltätigkeit, bis er schließlich ganz aufhörte zu malen. 1926 widmete die New Yorker Filiale von Durand-Ruel dem Künstler eine Einzelausstellung. Vonnoh ließ sich endgültig in Frankreich nieder und verlebte seine letzten Lebensjahre in Grez-sur-Loing. Er starb im Winter 1933 an einem Herzinfarkt in Nizza.

## Werke in öffentlichen Sammlungen
- The Bridge at Grez, 1907–1911, Metropolitan Museum of Art, New York City
- La Mere Adele (Cordon Bleu), 1911, Metropolitan Museum of Art, New York City
- Spring in France, 1890, Art Institute of Chicago, Chicago
- Springtime in France, 1890, Museum of Fine Arts, Boston
- Landschaft, 1890, Addison Gallery of American Art, Andover (Massachusetts)
- Portrait of John Severinus Conway, 1883, Florence Griswold Museum, Old Lyme (Connecticut)
- Pleasant Valley, Lyme, Florence Griswold Museum, Old Lyme (Connecticut)
- Poppies, 1888, Indianapolis Museum of Art, Indianapolis
- Apple Bloom, 1903, Minneapolis Institute of Arts, Minneapolis
- Portrait Bessie Potter Vonnoh, 1915, National Academy Museum, New York City
- A Sunlit Hillside, 1890, National Academy Museum, New York City
- Alexander Phimister Proctor, 1903, National Academy Museum, New York City
- Winter Sun and Shadow, 1890, North Carolina Museum of Art, Raleigh (North Carolina)
- Companion of the Studio, 1890, Pennsylvania Academy of the Fine Arts, Philadelphia
- November, 1888, Pennsylvania Academy of the Fine Arts, Philadelphia
- St. Mathurin's, France, 1928, Art League Museum, San Antonio